# Højskolen Marielyst
Højskolen Marielyst er en højskole, der ligger i et gammelt badehotel i feriebyen Marielyst 12 km syd for Nykøbing Falster. Den har eksisteret siden 1971, og den henvender sig mest til voksne og pensionister. I 2007 stod koncerthuset klar til brug - bygget af det lokale arkitektfirma, Friis Andersen A/S. Koncerthuset fungerer også som lokalt kulturhus, hvor der hen over året er op til 100 åbne publikumsarrangementer.  Højskolen udbyder en bred vifte af kurser, foredrag, koncerter og forløb i kreative fag.
Højskolen har hvert år ca. 60 forskellige kurser af 1 eller 2 ugers varighed. Der er 60 værelser på stedet.
I 2019 grundlagde højskolen Seniorfestivalen afvikles i uge 30 og byder på over 60 events over 2 dage, herunder masser af koncerter.
I foråret 2024 fik højskolen nyt forstanderpar.
Højskolen fik Kulturprisen 2023 i Guldborgsund Kommune.

## Forstandere
- 1998 - 2008: Ib Johansen og Astrid Johansen
- 2008 - 2016: Hans Jørgen Møller og Mette Grønnegaard
- 2016 - 2024: Christian Schou og Jannie Lehmann
- 2024 -         Jesper Lorentz Bertelsen og Malene Bjerre